# Jean-Pierre Faye
Jean-Pierre Faye (París, 19 de julio de 1925) es un filósofo y escritor de ficción y prosa poética francés.
Faye fue miembro fundador de la revista literaria de avant-garde Tel Quel y, más tarde, de Change, junto con Maurice Roche y Jacques Roubaud. Recibió el Premio Renaudot por su novela de 1964, L'Écluse (Éditions Seuil). Contribuye regularmente con la revista literaria Chimère de Gilles Deleuze.
Junto con François Châtelet, Jacques Derrida y Dominique Lecourt, escribió el Informe azul que llevó a la fundación del Colegio Internacional de Filosofía, una universidad libre, en 1983.
Jean-Pierre Faye es autor de numerosos ensayos, incluyendo Théorie du récit y Langages Totalitaires, constituyen estudios influyentes sobre el uso y abuso del lenguaje por los estados totalitarios. Su obra se reparte entre las narraciones (Entre les rues, La Cassure, Battement, Analogues, Les Troyens) y poesías en prosa (Fleuve renversé, Couleurs pliées, Verres, Syeeda).

## Obras
- Balthus: les dessins. Adam Biro, 1998. ISBN 978-2-87660-231-1
- Concepts número 7: Jean-Pierre Faye et la Philosophie. Sils Maria, 2005. ISBN 978-2-930242-44-6
- Introduction aux langages totalitaires : Théorie et Transformations du récit. Hermann, 2003. ISBN 978-2-7056-6450-3
- Journal du voyage absolu : Jeux et enjeux du Grand Danger, accompagné des Transformants féminins. Hermann, 2003. ISBN 978-2-7056-6469-5
- (con Anne-Marie de Vilaine) La déraison antisémite et son langage. Actes Sud, 1993. ISBN 978-2-7427-0094-3
- La frontière: Sarajevo en archipel. Actes Sud, 1999. ISBN 978-2-7427-0601-3
- Langages totalitaires. Hermann, 2004. ISBN 978-2-7056-6480-0
- La philosophie desormais. Colin, 2004. ISBN 978-2-200-26550-2
- Le langage meurtrier. Hermann, 1996. ISBN 978-2-7056-6256-1
- Le livre du vrai. Evénement violence. L'Harmattan, 1998. ISBN 978-2-7384-7148-2
- Le Siècle des idéologies. Agora, 2002. ISBN 978-2-266-10141-7
- Nietzsche et Salomé. Ecrivains, 2000. ISBN 978-2-246-58591-6
- (con Jacqueline Russ) Qu'est-ce que la philosophie? Colin, 1997. ISBN 978-2-200-01548-0